# ハル・ニーダム
ハル・ブレット・ニーダム（Hal Brett Needham, 1931年3月6日 - 2013年10月25日）は、アメリカ合衆国のスタントマン、映画監督。

## 経歴
テネシー州メンフィスでハワード・ニーダムとイーディス・メイ（旧姓ロビンソン）夫妻の間に生まれ、アーカンソー州、ミズーリ州で育った。パラシュートの技能に長けており、朝鮮戦争には空挺歩兵として出兵し、映画スタントマンの駆け出しの頃にはバイスロイ（タバコの銘柄）の広告モデルもつとめた。
西部劇ドラマ『西部の男パラディン（西部のパラディン）』でリチャード・ブーンのスタントをつとめて注目を集める。さらに、ジョン・ウェインのスタントをつとめていたチャック・ロバーソンのもとで訓練を受けたニーダムは『西部開拓史』、『マクリントック』、『大将軍』、『小さな巨人』といった映画に出演。1960年代におけるトップ・スタントマンの座に登りつめ、クリント・ウォーカーやバート・レイノルズのスタントマンとしても定着する。また、仕事の比重をスタントコーディネイター、アクション担当監督へと移していく一方でエアバッグなど革新的な工業製品の設計、開発にも携わった。
1970年にグレン・ワイルダー、ロニー・ロンデル・ジュニア、ロバート・テッシェを引き連れてスタンツ・アンリミテッドを設立。ニーダムは『トランザム7000』で原案を手がけ、友人レイノルズの提案により監督もつとめた。これが大ヒット映画となり、続いて制作された『グレートスタントマン』、『キャノンボール』の映画も人気を博した。
その後はスタント業から離れていき、スタントマンのスタン・バレットが主にドライバーをつとめていたバドワイザーロケットの自動車の世界最速記録を目指すプロジェクトに心血を注いでいった。このチームは定められた公式測定法を欠きながらも音速突破の主張をしたことで、1979年当時から今日に至るまで激論の火種となっている。その他、1980年代にハリー・ガント #33 スコール・バンディットのオーナーとしてウィンストン・カップ・シリーズへ出場したことでも知られている。
2001年、トロスワールドスタント生涯功績賞を受賞。
2012年12月1日、アカデミー名誉賞（第85回）を受賞。
2013年10月25日にアメリカロサンゼルスで死去。82歳没。
2019年公開の『ワンス・アポン・ア・タイム・イン・ハリウッド』ではブラッド・ピット扮するクリフ・ブースのモデルがバート・レイノルズのスタント・ダブルを務めたハル・ニーダムがモデルであったといわれている。

## 主な作品
- 西部開拓史 - How the West Was Won （1962年、アンクレジットでのスタント）
- トランザム7000 - Smokey and the Bandit （1977年、監督・原案・アンクレジットでのスタント）
- グレートスタントマン - Hooper （1978年、監督）
- トランザム7000VS激突パトカー軍団 - Smokey and the Bandit II （1980年、監督・キャラクター原案）
- キャノンボール - The Cannonball Run （1981年、監督・アンクレジットでの出演）
- メガフォース - Megaforce （1982年、監督・脚本・出演）
- ストローカーエース - Stroker Ace （1983年、監督・脚本・アンクレジットでの出演）
- キャノンボール2 - Cannonball Run II （1984年、監督・脚本・アンクレジットでの出演）
- 心の指紋 - The Sunchaser （1996年、スタント）